# Articulación condiloide
Una articulación condiloide (también llamada condilar, elipsoidal o bicondilar) es una superficie articular ovoide, o cóndilo que se recibe en una cavidad elíptica. Esto permite el movimiento en dos planos, permitiendo la flexión, extensión, aducción, abducción y circunducción. 

## Ejemplos
Los ejemplos incluyen:
- la articulación de la muñeca
- las articulaciones metacarpofalángicas
- las articulaciones metatarsofalángicas
- las articulaciones atlanto-occipitales

También se denominan articulaciones elipsoidales. El cóndilo ovalado de un hueso encaja en la cavidad elíptica del otro hueso. Estas articulaciones permiten movimientos biaxiales, es decir, hacia delante y hacia atrás, o de lado a lado, pero no la rotación. La articulación radiocarpiana y la metacarpo-falángica son ejemplos de articulaciones condiloides.
Un ejemplo de articulación elipsoide es la muñeca; funciona de forma similar a la articulación esférica, excepto que no puede girar 360 grados; prohíbe la rotación axial. 